# Краводер
Кра́водер (болг. Краводер) — село у Врачанській області Болгарії. Входить до складу общини Криводол.

## Населення
За даними перепису населення 2011 року у селі проживали 930 осіб.
Національний склад населення села:
| Національність   | Кількість осіб | Відсоток |
| ---------------- | -------------- | -------- |
| болгари          | 723            | 78,9%    |
| цигани           | 189            | 20,6%    |
| не визначились   | 3              | 0,3%     |
| Всього відповіли | 916            |          |

Розподіл населення за віком у 2011 році:
Динаміка населення: